# 本卡迪 (錫卡索省)
本卡迪（法語：Benkadi），是馬里的城鎮，位於該國西南部，由錫卡索區的錫卡索省負責管轄，處於錫卡索西北面89公里，面積175平方公里，2009年人口3,077，人口密度每平方公里18人。
11°37′5″N 6°25′35″W / 11.61806°N 6.42639°W